# امامزاده امیر نجم‌الدین
۳۰°۴۷′۱٫۶۹″ شمالی ۵۰°۲۱′۲۴٫۱″ شرقی / ۳۰٫۷۸۳۸۰۲۸°شمالی ۵۰٫۳۵۶۶۹۴°شرقی

## بنیاد سازه
بنای امامزاده قدیمی، از گچ و سنگ اخته شده و ابعاد آن ۴×۳ متر است. دارا گنبد خانه‌ای ۳×۳ متر که در بالای آن گنبدی مخروطی به ارتفاع ۵۲ متر از ابتدای سقف تا نوک استوار گردیده و در زیر آن مرقد امامزاده به ابعاد ۸۰×۱۲۰×۱۴۰ سانتی‌متر قرار گرفته‌است. این گنبد خانه در جهت جنوب بنا و درب آن رو به جنوب باز می‌شود. بنای اولیه ساختمان چندان قدیمی نیست، حدوداً به اواخر دورهٔ قاجار بر می‌گردد.

## تاریخچه
یکی از آگاهان این روستا نقل می‌کند در زمان گذشته امامزاده چندین بار به خواب یکی از مؤمنین روستا آمده، و چنین بیان داشته که: در فلان نقطه مرقد ما قرار است، نهایتاً مردم روستا در آنجا تجمع و حفاری کردند، درست آنچه بیان شده، صحت داشته و از همان روز قبه و بارگاهی بر مرقد مطهر ساخته شد.
در فاصله ۵۰۰ متری بقعه رود مارون قرار رگفته‌است که اکنون به دلیل آبگیری سد مارون یک دریاچه زیبا در این میان پدیدار شده‌است.
این بنا از ابتدای احداث (۱۳۴۰ ه‍. ق) تا کنون چندین بار مرمت و تعمیر گردید، اما در سال (۱۳۶۲ ه‍. ش) با همیاری مردم روستا باز سازی و باز پیرایی اساسی شد. از سال ۱۳۹۰ هجری شمسی نیز گروهی از اهالی قدیمی روستا به بازسازی این بنا با آجر و بتون و مصالح جدید پرداخته‌اند که در حال تکمیل است.

شجره نامه امیر نجم الدین از نسخه خطی کتاب بحرالانساب

## شجره نامه
بسم الله الرحمن الرحیم
الحمد لله رب‌العالمین و صلی علی محمد و آله خاتم النبیین و سید المرسلین و اشرف الانبیا و المرسلین و آله الطاهرین. مخفی و پوشیده نماند بر امتان احمد مختار و شیعیان حیدر کرار که هر کس حسب و نسب امامزاده را بدانند، از قراری که در بحر الانساب امیر طیمور کورگانی، تاب سرا مرقوم است امیر نجم الدین فرزند امیر فخرالدین فرزند امیر عطاءالدین فرزند امیر معزالدین فرزند امیر حسن فرزند امیر محمد فرزندامیر سعید انصاری فرزند در زمان احمد بن اسحاق بنی عباس در اراضی بلاد شاپور پایئن کوه سکده خوزستان و… قهرمان… کوفی شهید شد و اولادهم ندارد.
نباریخ ۵ پنجم ماه رمضان المبارک ۱۳۴۷